# Pottsia serenei
Pottsia serenei is een krabbezakjessoort uit de familie van de Thompsoniidae. De wetenschappelijke naam van de soort is voor het eerst geldig gepubliceerd in 1999 door Lützen & Du.